# Holland Cup 2018/2019
De Holland Cup 2018/2019 is het negende seizoen van deze door de KNSB georganiseerde serie wedstrijden en het eerste seizoen met de Rabobank als titelsponsor. De Holland Cup bestond dit jaar alleen uit wedstrijden over traditionele losse afstanden. De wedstrijden van de Holland Cup gelden tevens als belangrijke plaatsingswedstrijden voor de Nederlandse kampioenschappen.

## Wedstrijden
| Wedstrijd                                           | Data                | IJsbaan             | Plaats    | Extra belang                                        |
| --------------------------------------------------- | ------------------- | ------------------- | --------- | --------------------------------------------------- |
| Holland Cup 1 (tevens IJsselcup)                    | 20–21 oktober 2018  | De Scheg            | Deventer  | Plaatsing wereldbekerkwalificatietoernooi 2018/2019 |
| Holland Cup 2                                       | 17–18 november 2017 | De Meent            | Alkmaar   |                                                     |
| Holland Cup allround 1 (tevens Eindhoven Trofee)    | 24–25 november 2018 | IJssportcentrum     | Eindhoven | Plaatsing NK allround 2019                          |
| Holland Cup allround 1 (tevens Kraantje Lek Trofee) | 24–25 november 2018 | Kennemerland        | Haarlem   | Plaatsing NK allround 2019                          |
| Holland Cup sprint (tevens Utrecht City Bokaal)     | 8–9 december 2018   | Vechtsebanen        | Utrecht   | Plaatsing NK sprint 2019                            |
| Holland Cup allround 2 (tevens Gruno Bokaal)        | 8–9 december 2018   | Kardinge            | Groningen | Plaatsing NK allround 2019                          |
| Holland Cup 3                                       | 9–10 februari 2019  | IJsbaan van Tilburg | Tilburg   | Plaatsing NK neo-senioren 2019                      |
| Holland Cup finale (tevens NK neo-senioren 2019)    | 2–3 maart 2019      | De Scheg            | Deventer  | Plaatsing seizoensopening 2019/2020                 |

## Winnaars

### Mannen
| Wedstrijd                               | 500 meter       | Tijd            | 1000 meter            | Tijd                  | 1500 meter            | Tijd                  | 5000 meter            | Tijd                  |
| --------------------------------------- | --------------- | --------------- | --------------------- | --------------------- | --------------------- | --------------------- | --------------------- | --------------------- |
| Holland Cup 1/IJsselcup                 | Kai Verbij      | 35,43           | Aron Romeijn          | 1.11,04               | Wesly Dijs            | 1.50,96               | Simon Schouten        | 6.28,17               |
| Holland Cup 2                           | Pim Schipper    | 36,29           | Pim Schipper          | 1.10,78               | Thomas Geerdinck      | 1.52,97               | Mats Stoltenborg      | 6.35,86               |
| Holland Cup allround 1/Eindhoven Trofee | niet meetellend | niet meetellend | niet op het programma | niet op het programma | Thomas Geerdinck      | 1.52,85               | Jos de Vos            | 6.42,21               |
| Holland Cup sprint/Utrecht City Bokaal  | Aron Romeijn    | 36,2336,41      | Wesly Dijs            | 1.13,261.13,49        | niet op het programma | niet op het programma | niet op het programma | niet op het programma |
| Holland Cup allround 2/Gruno Bokaal     | niet meetellend | niet meetellend | niet op het programma | niet op het programma | Thomas Geerdinck      | 1.51,20               | Marwin Talsma         | 6.30,56               |
| Holland Cup 3                           | Lennart Velema  | 35,79           | Lennart Velema        | 1.10,08               | Wesly Dijs            | 1.50,42               | Thomas Geerdinck      | 6.43,20               |
| Holland Cup finale                      | Pim Schipper    | 35,70           | Pim Schipper          | 1.11,16               | Pim Schipper          | 1.51,94               | Mats Stoltenborg      | 6.43,87               |
| Eindklassement                          | Aron Romeijn    | Aron Romeijn    | Aron Romeijn          | Aron Romeijn          | Thomas Geerdinck      | Thomas Geerdinck      | Thomas Geerdinck      | Thomas Geerdinck      |

### Vrouwen
| Wedstrijd                                  | 500 meter                 | Tijd            | 1000 meter            | Tijd                  | 1500 meter            | Tijd                  | 3000 meter            | Tijd                  |
| ------------------------------------------ | ------------------------- | --------------- | --------------------- | --------------------- | --------------------- | --------------------- | --------------------- | --------------------- |
| Holland Cup 1/IJsselcup                    | Helga Drost               | 39,36           | Isabelle van Elst     | 1.18,72               | Melissa Wijfje        | 1.59,67               | Irene Schouten        | 4.13,70               |
| Holland Cup 2                              | Sanneke de Neeling        | 39,99           | Roxanne van Hemert    | 1.19,19               | Aveline Hijlkema      | 2.05,24               | Ineke Dedden          | 4.18,65               |
| Holland Cup allround 1/Kraantje Lek Trofee | niet meetellend           | niet meetellend | niet meetellend       | niet meetellend       | Carlijn Achtereekte   | 2.03,33               | Carlijn Achtereekte   | 4.15,70               |
| Holland Cup sprint/Utrecht City Bokaal     | Dione VoskampLina Miedema | 39,7540,38      | Sanne van der Schaar  | 1.20,701.21,24        | niet op het programma | niet op het programma | niet op het programma | niet op het programma |
| Holland Cup allround 2/Gruno Bokaal        | niet meetellend           | niet meetellend | niet op het programma | niet op het programma | Esther Kiel           | 2.02,65               | Esther Kiel           | 4.15,36               |
| Holland Cup 3                              | Esmé Stollenga            | 39,32           | Elisa Dul             | 1.18,81               | Reina Anema           | 2.00,76               | Roza Blokker          | 4.16,69               |
| Holland Cup finale                         | Dione Voskamp             | 39,81           | Elisa Dul             | 1.18,70               | Elisa Dul             | 2.01,64               | Roza Blokker          | 4.24,34               |
| Eindklassement                             | Dione Voskamp             | Dione Voskamp   | Elisa Dul             | Elisa Dul             | Roza Blokker          | Roza Blokker          | Roza Blokker          | Roza Blokker          |

2010/2011 · 
2011/2012 · 
2012/2013 · 
2013/2014 · 
2014/2015 · 
2015/2016 · 
2016/2017 · 
2017/2018 · 
2018/2019 · 
2019/2020 · 
2020/2021 · 
2021/2022 · 
2022/2023 · 
2023/2024 · 
2024/2025